# Darren Cahill
Pour les articles homonymes, voir Cahill.
Darren Cahill, né le 2 octobre 1965 à Adelaïde, est un joueur et entraîneur de tennis australien.

## Biographie
Son père John était entraîneur de football australien.
Personnalité influente du monde du tennis depuis sa retraite, il officie en tant que consultant pour ESPN depuis 2007, ainsi que pour Adidas.
Principalement connu en tant qu'entraîneur, il s'est dans un premier temps occupé de Lleyton Hewitt alors que ce dernier n'avait que 12 ans. Il l'amène jusqu'à la 1re place au classement ATP après son succès à l'US Open. Ils mettent fin à leur collaboration fin 2001 en raison d'une mésentente avec les parents de Lleyton. Entre 2002 et 2006, il s'occupe d'Andre Agassi, qui remportera avec lui son dernier Grand Chelem à l'Open d'Australie en 2003.
Entraîneur pour Tennis Australia, il a entraîné l'équipe d'Australie de Coupe Davis entre 2007 et 2008. En 2009, il est pressenti pour être le nouvel entraîneur de Roger Federer mais il décline finalement la proposition du Suisse.
Depuis juin 2015, il côtoie la roumaine Simona Halep et devient son entraîneur officiel en 2016. Celle-ci atteint la 1re place mondiale fin 2017.
Cahill devient l'entraîneur d'Amanda Anisimova en janvier 2022. Deux mois plus tard, atteint de surmenage, il cesse cette activité. Il s'occupe de Jannik Sinner à partir de juin.
Après avoir vécu en Floride, il réside à Las Vegas avec sa femme et ses deux enfants.

## Carrière
Darren Cahill réussit sa principale performance en Grand Chelem en atteignant les demi-finales de l'US Open 1988 alors qu'il n'était pas tête de série. Il se fait remarquer en écartant Boris Becker, n°5 mondial, au deuxième tour en trois sets secs (6-3, 6-3, 6-2). La même année, il bat Pat Cash, 4e mondial, au Queen's. En 1994, de retour de blessure et classé 1013e mondial, il atteint les quarts de finale du tournoi d'Indian Wells après avoir battu Goran Ivanišević et Marc Rosset, tous deux membres du top 20.
En double, il a remporte 13 tournois dont 8 avec Mark Kratzmann et a atteint avec ce dernier la finale de l'Open d'Australie 1989.
En 1991, il interrompt pendant trois ans sa carrière en raison de blessures aux genoux nécessitant un total de sept opérations.
Il débute en Coupe Davis lors des quarts de finale contre la France en 1988. Il perd le premier match contre Yannick Noah en quatre sets. En 1990, il participe à la qualification de son équipe pour la finale en remportant le double décisif en demi-finale contre l'Argentine de Javier Frana et Christian Miniussi sur le score de 3-6, 7-6, 7-6, 4-6, 15-13. En finale, il perd le second simple contre Michael Chang (6-2, 7-6, 6-0).

## Parcours dans les tournois duGrand Chelem

### En simple
| Année | Open d'Australie | Open d'Australie | Internationaux de France | Internationaux de France | Wimbledon       | Wimbledon      | US Open         | US Open        | Open d'Australie | Open d'Australie |
| ----- | ---------------- | ---------------- | ------------------------ | ------------------------ | --------------- | -------------- | --------------- | -------------- | ---------------- | ---------------- |
| 1984  | n.o.             | n.o.             | —                        | —                        | —               | —              | —               | —              | 2e tour (1/32)   | Dan Cassidy      |
| 1985  | n.o.             | n.o.             | 3e tour (1/16)           | Tomáš Šmíd               | —               | —              | —               | —              | 3e tour (1/16)   | Tim Gullikson    |
| 1986  | n.o.             | n.o.             | 2e tour (1/32)           | Ulf Stenlund             | 1er tour (1/64) | Tomáš Šmíd     | 1er tour (1/64) | Sergio Casal   | n.o.             | n.o.             |
| 1987  | 1er tour (1/64)  | Shane Barr       | 3e tour (1/16)           | Joakim Nyström           | —               | —              | 2e tour (1/32)  | Ken Flach      | n.o.             | n.o.             |
| 1988  | 2e tour (1/32)   | Todd Witsken     | 1er tour (1/64)          | E. Bengoechea            | 2e tour (1/32)  | Ivan Lendl     | 1/2 finale      | Mats Wilander  | n.o.             | n.o.             |
| 1989  | 3e tour (1/16)   | M. Gustafsson    | 3e tour (1/16)           | Ivan Lendl               | 1er tour (1/64) | John McEnroe   | 2e tour (1/32)  | Emilio Sánchez | n.o.             | n.o.             |
| 1990  | 1er tour (1/64)  | Andrés Gómez     | 1er tour (1/64)          | Anders Järryd            | 2e tour (1/32)  | Paul Haarhuis  | 1/8 de finale   | Boris Becker   | n.o.             | n.o.             |
| 1991  | 3e tour (1/16)   | Richard Krajicek | —                        | —                        | —               | —              | —               | —              | n.o.             | n.o.             |
| 1992  | —                | —                | —                        | —                        | —               | —              | —               | —              | n.o.             | n.o.             |
| 1993  | —                | —                | —                        | —                        | —               | —              | —               | —              | n.o.             | n.o.             |
| 1994  | 1er tour (1/64)  | Kenneth Carlsen  | 1er tour (1/64)          | F. Clavet                | 2e tour (1/32)  | J. Stoltenberg | —               | —              | n.o.             | n.o.             |

N.B. : à droite du résultat se trouve le nom de l'ultime adversaire.

### En double
| Année | Open d'Australie              | Open d'Australie           | Internationaux de France     | Internationaux de France     | Wimbledon                     | Wimbledon                    | US Open                      | US Open                 | Open d'Australie          | Open d'Australie            |
| ----- | ----------------------------- | -------------------------- | ---------------------------- | ---------------------------- | ----------------------------- | ---------------------------- | ---------------------------- | ----------------------- | ------------------------- | --------------------------- |
| 1984  | n.o.                          | n.o.                       | —                            | —                            | —                             | —                            | —                            | —                       | 1er tour (1/32) P. Carter | M. Freeman D. Saltz         |
| 1985  | n.o.                          | n.o.                       | 1er tour (1/32) P. Carter    | S. Hermann T. Meinecke       | 1er tour (1/32) B. Derlin     | P. Složil T. Šmíd            | —                            | —                       | 2e tour (1/16) P. Carter  | P. Annacone C. van Rensburg |
| 1986  | n.o.                          | n.o.                       | 2e tour (1/16) M. Kratzmann  | H. Günthardt P. McNamee      | 2e tour (1/16) M. Kratzmann   | S. Casal E. Sánchez          | 1er tour (1/32) M. Kratzmann | C. Cox N. Odizor        | n.o.                      | n.o.                        |
| 1987  | 1/4 de finale M. Kratzmann    | K. Flach R. Seguso         | 1/8 de finale M. Kratzmann   | S. Stewart K. Warwick        | 1/4 de finale M. Kratzmann    | A. Gómez S. Živojinović      | 1er tour (1/32) M. Kratzmann | R. Krishnan M. Schapers | n.o.                      | n.o.                        |
| 1988  | 1/8 de finale M. Kratzmann    | J. Bates P. Lundgren       | 1/8 de finale A. Mansdorf    | J. Lozano T. Witsken         | 2e tour (1/16) S. Živojinović | E. Jelen P. Kühnen           | 1/8 de finale S. Youl        | L. Warder B. Willenborg | n.o.                      | n.o.                        |
| 1989  | Finale M. Kratzmann           | R. Leach J. Pugh           | 1er tour (1/32) M. Kratzmann | J.C. Báguena B. Uribe        | 1/4 de finale M. Kratzmann    | R. Leach J. Pugh             | 1/4 de finale M. Kratzmann   | J. Fitzgerald A. Järryd | n.o.                      | n.o.                        |
| 1990  | 1/4 de finale M. Kratzmann    | N. Broad G. Muller         | 1er tour (1/32) M. Kratzmann | J. Stoltenberg T. Woodbridge | 1er tour (1/32) M. Kratzmann  | J. Stoltenberg T. Woodbridge | 1er tour (1/32) M. Kratzmann | P. Cash W. Masur        | n.o.                      | n.o.                        |
| 1991  | 1/8 de finale M. Kratzmann    | T. Woodbridge M. Woodforde | 2e tour (1/16) M. Kratzmann  | T. Nijssen C. Suk            | —                             | —                            | —                            | —                       | n.o.                      | n.o.                        |
| 1992  | —                             | —                          | —                            | —                            | —                             | —                            | —                            | —                       | n.o.                      | n.o.                        |
| 1993  | —                             | —                          | —                            | —                            | —                             | —                            | —                            | —                       | n.o.                      | n.o.                        |
| 1994  | 1er tour (1/32) J. Fitzgerald | J. Eagle A. Florent        | 2e tour (1/16) J. Fitzgerald | J. Apell J. Björkman         | 1er tour (1/32) J. Fitzgerald | B. Devening G. Van Emburgh   | 2e tour (1/16) J. Fitzgerald | B. Black J. Stark       | n.o.                      | n.o.                        |
| 1995  | 1er tour (1/32) W. Masur      | R. Leach S. Melville       | —                            | —                            | —                             | —                            | —                            | —                       | n.o.                      | n.o.                        |

N.B. : le nom du ou de la partenaire se trouve sous le résultat ; le nom des ultimes adversaires se trouve à droite.

### En double mixte
| Année | Open d'Australie            | Open d'Australie             | Internationaux de France     | Internationaux de France   | Wimbledon            | Wimbledon             | US Open | US Open |
| ----- | --------------------------- | ---------------------------- | ---------------------------- | -------------------------- | -------------------- | --------------------- | ------- | ------- |
| 1987  | —                           | —                            | 2e tour (1/16) Nicole Provis | Pam Shriver Emilio Sánchez | Finale Nicole Provis | Jo Durie Jeremy Bates | —       | —       |
| 1995  | 2e tour (1/8) Nicole Provis | Linda Wild Francisco Montana | —                            | —                          | —                    | —                     | —       | —       |

N.B. : le nom de la partenaire se trouve sous le résultat ; le nom des ultimes adversaires se trouve à droite.

## Parcours dans lesMasters Series
| Année | Indian Wells            | Miami                 | Monte-Carlo | Rome | Hambourg | Canada                  | Cincinnati             | Stockholm         | Paris |
| ----- | ----------------------- | --------------------- | ----------- | ---- | -------- | ----------------------- | ---------------------- | ----------------- | ----- |
| 1990  | 3e tour J. Courier      | 1er tour M. Kratzmann | —           | —    | —        | 1/8 de finale A. Agassi | 1/8 de finale A. Gómez | 2e tour B. Becker | —     |
| 1991  | 3e tour S. Edberg       | 2e tour E. Sánchez    | —           | —    | —        | —                       | —                      | —                 | —     |
| 1994  | 1/4 de finale S. Edberg | —                     | —           | —    | —        | —                       | —                      | —                 | —     |

N.B. : sous le résultat se trouve le nom de l’ultime adversaire.